# Collinas
Collinas (sardinsky: Fòrru) je italská obec (comune) v provincii Sud Sardegna v regionu Sardinie. Město se nachází ve výšce 249 metrů nad mořem. Žije zde 775 obyvatel. Rozloha obce je 20,83 km².